# 瓜达卢佩 (加利福尼亚州)
瓜达卢佩（英語：Guadalupe），是美国加利福尼亚州圣巴巴拉县下属的一座城市。建市于1946年8月3日，面积大约为1.31平方英里（3.4平方公里）。根据2010年美国人口普查，该市有人口7,080人。